# ویتولین
ویتولین (به لاتین: Witulin) یک روستا در لهستان است که در گمینا لشنا پودلاسکا واقع شده‌است. ویتولین ۴۳۰ نفر جمعیت دارد.